# 鮎雑炊
鮎雑炊（あゆぞうすい）とは、岐阜県の木曽川流域、長良川流域、揖斐川流域に伝わる郷土料理の一つである。
鮎ぞうすい、あゆ雑炊とも称する。

## 概要
- 鮎を使用した雑炊であり、鮎漁が盛んな6月から10月に食される。
- 主に木曽川流域の中濃地域、長良川流域の岐阜地域、揖斐川流域の西濃地域に伝わる郷土料理である[1]。岐阜県では岐阜地域（長良川、根尾川流域）と揖斐地域（揖斐川流域）の郷土料理としている[2]が、鮎漁が行われる飛騨地域（下呂市など）や東濃地域（恵那市など）でも食される。
- 元々は鵜匠の家庭料理であり、傷がつくなど商品として出せない鮎を使用したのが始まりという[3]。夏の蒸し暑さを乗り切るため鮎を雑炊にしたとも伝えられている[1]。
- 木曽川、長良川、揖斐川流域の飲食店で季節限定（主に5月下旬から10月上旬）の鮎料理の一品として提供される他、長良川水系、揖斐川水系のやなで鮎料理の一品として提供される。
- 近年は冷凍食品やレトルト食品もあり[4][1]、販売されている。

## 調理法
主な材料は鮎、炊いたご飯である。鮎は予め素焼きをする。
調理法は、鮎を出汁として使用する方法と使用しない方法がある。鮎を出汁として使用する場合は、水に昆布などを入れて中火で煮出し、その中に素焼きした鮎を入れて弱火で煮たてて鮎出汁を作る。鮎はいったん取り出して身をほぐし、頭、骨、尾を取り除く。鮎出汁にご飯を入れて中火で煮、塩などで味をととのえてからほぐした鮎を入れて提供する。また、素焼きにした鮎をほぐして身を取り、残った粗と昆布などで鮎出汁を作る方法もある。
鮎を出汁として使用しない場合は、昆布や鰹節などで出汁を作る。出汁にご飯と身をほぐした鮎を入れて煮立てる調理法、出汁にご飯を入れて煮立て、最後に身をほぐした鮎を入れる調理法がある。
味付けは様々であり、塩の他、しょうゆ味、味噌味などがある。
具は鮎以外にネギ、ユズ、ショウガ、溶き卵を加えることもある。